# Jumushkuri (Vladímirovka)
Jumushkuri (en georgiano: ხუმუშქური) o Marshaniju (en abjasio: Маршьанихәы) es una aldea que pertenece a la parcialmente reconocida República de Abjasia, parte del distrito de Gulripshi, aunque de iure pertenece al municipio de Gulripshi de la República Autónoma de Abjasia de Georgia.

## Geografía
Jumushkuri se encuentra en las estribaciones montañosas de Abjasia. La aldea está a 21 km de Gulripshi y se administra desde el pueblo de Vladímirovka.

## Historia
El pueblo fue fundado por armenios de Ordu y los alrededores en 1897.
La población se dedica al cultivo de tabaco, té, maíz, laurel, cítricos, horticultura, ganadería, producción lechera y apicultura. En la época soviética, en el pueblo había una escuela secundaria armenia, un club-cine y un centro médico.

## Demografía
La evolución demográfica de Jumushkuri entre 1959 y 1989 fue la siguiente:
| 368                                                 | 419 |
| (Fuente: Population of Abkhazia since Soviet times) |     |

Antes de la guerra de Abjasia, la mayoría de la población local eran armenios.